# Holiday (Lied)
Holiday ist ein Lied von Madonna aus dem Jahr 1983, das von Curtis Hudson und Lisa Stevens geschrieben wurde. Es erschien auf Madonnas erstem Album. Stilistisch stellt Holiday eine Mischung aus Dance-Pop, Synthie-Pop und Funk dar. Es ist in D-Dur geschrieben.

## Geschichte
1982 begann Madonna ihr erstes Album aufzunehmen. Die ersten zwei Auskopplungen Everybody und Burning Up erlangten nicht den gewünschten Erfolg. Madonnas internationaler Durchbruch erfolgte mit Holiday. Ursprünglich schrieben Hudson und Stevens den Song für Mary Wilson von den Supremes, doch diese lehnte ab, und Madonna nahm ihn an. Zuvor sollte auch das in letzter Minute geschriebene Stück Ain’t No Big Deal auf dem Album sein. Nach der Annahme von Holiday, arbeitete Madonna mit dem Produzenten John „Jellybean“ Benitez an den Aufnahmen des Songs. Sie fügten noch einige Instrumentierungen hinzu. Das Klaviersolo stammt von Fred Zarr. Nach der Veröffentlichung erfuhr der Hit viel positive Kritik. Bei praktisch jedem Konzert spielte Madonna den Hit, auch im Juli 1985 spielte sie den Song beim Live-Aid-Festival. Nach der Wiederveröffentlichung 1985 wurde Holiday insbesondere in Großbritannien und benachbarten Ländern erfolgreich.

## Kommerzieller Erfolg

### Chartplatzierungen
| ChartsChartplatzierungen       | Höchstplatzierung | Wochen |
| ------------------------------ | ----------------- | ------ |
| Deutschland (GfK)              | 9 (15 Wo.)        | 15     |
| Schweiz (IFPI)                 | 18 (9 Wo.)        | 9      |
| Vereinigte Staaten (Billboard) | 16 (21 Wo.)       | 21     |
| Vereinigtes Königreich (OCC)   | 2 (28 Wo.)        | 28     |

| ChartsJahrescharts (1984)      | Platzierung |
| ------------------------------ | ----------- |
| Deutschland (GfK)              | 74          |
| Vereinigte Staaten (Billboard) | 79          |

### Auszeichnungen für Musikverkäufe
| Land/Region                  | Auszeichnungen für Musikverkäufe (Land/Region, Auszeichnung, Verkäufe) | Verkäufe  |
| ---------------------------- | ---------------------------------------------------------------------- | --------- |
| Neuseeland (RMNZ)            | Gold                                                                   | 15.000    |
| Südafrika (RISA)             | Gold                                                                   | 10.000    |
| Vereinigte Staaten (RIAA)    | —                                                                      | 260.000   |
| Vereinigtes Königreich (BPI) | Platin                                                                 | 878.000   |
| Insgesamt                    | 2× Gold · 1× Platin ·                                                  | 1.163.000 |

## Coverversionen
Von dem Titel gab es einige Coverversionen.
Bekannt wurde insbesondere die gerappte Coverversion Holiday Rap – mit nahezu komplett anderem Text – von MC Miker G & Deejay Sven, die es 1986 auf Platz eins in Deutschland und der Schweiz schaffte. In Österreich schaffte es die Version auf Platz zwei.
- 1984: Claudia Mattini (Endlich Ferien)
- 1986: Holiday Rap von MC Miker G & Deejay Sven
- 1987: Saragossa Band
- 1997: Captain Jack
- 1998: Royal Philharmonic Orchestra
- 1999: Heaven 17
- 1999: Jive Bunny & the Mastermixers
- 2002: Mad’House